# Babarvisslare
Babarvisslare (Pachycephala sharpei) är en fågel i familjen visslare inom ordningen tättingar.

## Utseende och läte
Babarvisslaren är en knubbig tätting med kraftig näbb. Hanen är distinkt, med svart huva, vit strupe, gul undersida och mattgrön ovansida med ett gyllene halsband. Honan är mer färglös, med brunt huvud, vit strupe, gul undersida och matt olivgrön ovansida. Wallaceavisslaren förekommer också i dess utbredningsområde, men honor av denna art är ännu mer färglös än hona babarvisslare, utan gult på buken. Lätena är dåligt kända, men sången är troligen livlig och visslande, som hos övriga arter i familjen.

## Utbredning och systematik
Fågeln förekommer enbart på ön Babar i östligaste Små Sundaöarna. Den behandlades tidigare som en underart till bandavisslare (P. macrorhyncha), men urskiljs sedan 2024 som egen art.

## Status
IUCN erkänner den inte som art, varför den inte placeras i någon hotkategori.